# South Sydney Rabbitohs
Die South Sydney Rabbitohs sind ein australischer Rugby-League-Verein aus Sydney. Mit 21 Meistertiteln in der höchsten nationalen Spielklasse, der heutigen National Rugby League, ist South Sydney das erfolgreichste Team Australiens. Die primären Vereinsfarben der "Kaninchen" sind Rot und Grün, die sekundären Schwarz und Weiß. Ihre Heimspiele tragen die Rabbitohs im ANZ Stadium, der größten Arena Sydneys, aus.

## Geschichte
Der Verein zählten 1908 zu den Gründungsmitgliedern der New South Wales Rugby Football League (NSWRFL) und wurden durch einen 14:12-Finalsieg gegen die Sydney Roosters auch deren erster Titelträger. Ein Jahr später verteidigte man unter der Führung von Spielertrainer Arthur Hennessy, der als "Gründungsvater" des Vereins gilt, die Meisterschaft. Nach weiteren Titeln in den Jahren 1914 und 1918 durchlebten die Rabbitohs in den 1920er und frühen 1930er Jahren die größte Ära ihrer Vereinsgeschichte. Von 1925 bis 1932 gewann South Sydney sieben von acht möglichen Meisterschaften, lediglich 1930 musste man den Western Suburbs Magpies den Vortritt lassen. Angesichts der überragenden Leistungen erhielten die Rabbitohs zu diesem Zeitpunkt den noch heute verwendeten Spitznamen "The Pride of the League" ("Der Stolz der Liga"). In den 1940er Jahren erlebte der Rekordmeister jedoch eine sportliche Talfahrt und erreichte zehn Jahre lang kein Grand Final mehr. In der Saison 1945 konnte man nur ein einziges Spiel, 1946 überhaupt keines mehr gewinnen.
1947 wurde mit der Verpflichtung von Clive Churchill, der zur größten Vereinslegende aller Zeiten aufsteigen sollte, der Grundstein für eine zweite "Goldene Ära" gelegt. 1950 erfolgte durch ein 21:15 gegen die Western Suburbs der erste Meistertitel seit 18 Jahren. 1951, 1953, 1954 und 1955 gelangen weitere Erfolge im Grand Final. 1956 begann jedoch die große Zeit der St. George Dragons, und die Rabbitohs mussten bis 1967 auf den nächsten Titel warten. Clive Churchill war inzwischen Trainer in South Sydney und prägte somit auch die dritte und vorerst letzte große Epoche des Vereins. Nach den Erfolgen im Grand Final 1968 und 1970, beide Male gegen die Manly-Warringah Sea Eagles, war der Titelgewinn 1971 gegen die St. George Dragons der Beginn einer nicht für möglich gehaltenen Durststrecke. Das Team aus Sydneys Süden geriet kurz darauf in eine Finanzmisere und verlor seine wichtigsten Leistungsträger.
Nach einer sportlichen Talfahrt konnten sich die Rabbitohs in den 1980er Jahren wieder stabilisieren, ohne jedoch an die großen Erfolge vergangener Tage anknüpfen zu können. 1989 gewann man als bestes Team der Regular Season die erste Minor Premiership seit 1970, verpasste jedoch den Einzug ins Grand Final. In den 1990ern wurden die finanziellen und sportlichen Probleme wieder akut. Die wohl größte Krise der Vereinsgeschichte erfolgte 1999, als der Rekordmeister in Folge der Reduzierung der teilnehmenden Teams aus der National Rugby League ausgeschlossen wurde. Erst nach einer Reihe von Gerichtsverfahren und massiven Fan-Protesten wurde South Sydney im Jahr 2002 wieder in die Liga aufgenommen.
2006 kaufte Hollywood-Star Russell Crowe den Club auf und trug zu seiner finanziellen Konsolidierung bei. Aufstrebende Talente wie Greg Inglis und Sam Burgess konnten in Sydneys Süden gelockt werden, wodurch man Anfang der 2010er Jahre wieder eine konkurrenzfähige Mannschaft aufbieten konnte. 2014 gelang durch ein 30:6 im Grand Final gegen die Canterbury-Bankstown Bulldogs der Gewinn des ersten Meistertitels seit 43 Jahren. 2015 gewann das Team, trotz des Abgangs von Sam Burgess, erstmals die World Club Challenge und die NRL Auckland Nines. Dies bestärkte die Fans der Rabbitohs in ihrer Hoffnung auf eine neue "Goldene Ära". Die folgende Saison endete allerdings mit einem enttäuschenden siebten Tabellenplatz und einem Ausscheiden in der ersten Runde der Finals gegen die Cronulla-Sutherland Sharks. 2016 folgte gar ein weiterer Absturz auf Platz 12, wodurch erstmals seit 2011 der Einzug in die Endrunde verpasst wurde.
Mit der Ankunft von Coach Wayne Bennett im Jahr 2019 avancierten die Rabbitohs wieder zu einem Spitzenteam und zogen 2021 erstmals seit sieben Jahren wieder ins Grand Final ein. Dort unterlag South Sydney jedoch den Penrith Panthers in einem dramatischen Spiel mit 12:14.

## Fans
Die Rabbitohs gehören zu den beliebtesten Vereinen im australischen Rugby League. Von allen in Sydney ansässigen NRL-Vereinen verfügen sie über die höchste Mitgliederzahl und den höchsten Zuschauerschnitt. Dem Club wird eine besonders intensive Bindung zur indigenen Bevölkerung Australiens nachgesagt. Die intensivste Rivalität besteht zu den Sydney Roosters, dem neben den Rabbitohs letzten verbliebenen Gründungsmitglied der NSWRFL.

## Erfolge
- Meisterschaften (21): 1908, 1909, 1914, 1918, 1925, 1926, 1927, 1928, 1929, 1931, 1932, 1950, 1951, 1953, 1954, 1955, 1967, 1968, 1970, 1971, 2014
- Vize-Meisterschaften (13): 1910, 1916, 1917, 1920, 1923, 1924, 1935, 1937, 1939, 1949, 1952, 1965, 1969, 2021
- Minor Premierships (17): 1908, 1909, 1914, 1918, 1925, 1926, 1927, 1929, 1932, 1949, 1950, 1951, 1953, 1968, 1969, 1970, 1989
- World Club Challenge (1): 2015
- NRL Auckland Nines (1): 2015

### Teilnahmen von Spielern am NRL All-Stars Game
| Name            | Position                                                   | Teilnahme(n)     | Mannschaft           |
| Nathan Merritt  | Außendreiviertel                                           | 2010, 2011, 2012 | Indigenous All Stars |
| Beau Champion   | Innendreiviertel                                           | 2010             | Indigenous All Stars |
| Sam Burgess     | Pfeiler                                                    | 2010             | NRL All Stars        |
| David Taylor    | Pfeiler, Zweite-Reihe-Stürmer, Innendreiviertel, Verbinder | 2011, 2012       | NRL All Stars        |
| Greg Inglis     | Innendreiviertel                                           | 2012, 2013, 2015 | Indigenous All Stars |
| Adam Reynolds   | Gedrängehalb                                               | 2013             | NRL All Stars        |
| Nathan Peats    | Dritte-Reihe-Stürmer                                       | 2013             | Indigenous All Stars |
| Alex Johnston   | Außendreiviertel                                           | 2015             | Indigenous All Stars |
| Dylan Walker    | Innendreiviertel                                           | 2015             | NRL All Stars        |
| Kyle Turner     | Zweite-Reihe-Stürmer                                       | 2015             | Indigenous All Stars |
| Chris Grevsmuhl | Dritte-Reihe-Stürmer                                       | 2015             | Indigenous All Stars |